# 麗貝卡·雷騰豪斯
麗貝卡·雷騰豪斯·梅德斯（英語：Rebecca Rittenhouse Meaders，1988年11月30日—），美國女演員。知名於ABC黃金時段肥皂劇《黑金血淚》（2015年）中飾演主要角色寇蒂·勒菲弗（Cody LeFever），以及在Hulu電視喜劇《怪咖婦產科》（2016年至2017年）中飾演安娜·齊耶夫醫生（Dr. Anna Ziev）一角。

## 早期生活
麗貝卡·雷騰豪斯出生於加利福尼亞州洛杉磯。她曾就讀於賓夕法尼亞大學，後來在紐約市的大西洋劇院公司實習。

## 職業生涯
2013年至2014年季度，待在曼哈頓劇院俱樂部的雷騰豪斯便和布萊絲·丹娜及莎拉·潔西卡·帕克於外百老匯戲劇中演出，該劇由阿曼達·皮特所撰寫。
雷騰豪斯於2014年首次參演電視劇，即為Showtime電視劇《婚外情事》的試播集（第一集）。同年下半年，她也在FOX電視喜劇《童病相連》中飾演布莉塔妮·多布勒（Brittany Dobler）一角；但該劇在播出一季後便被取消。
雷騰豪斯是超級英雄電影《惡棍英雄：死侍》女主角的候選人選之一，但在和泰勒·席林、克莉絲朵·里德及莫蓮娜·芭卡琳的競爭下而輸給了芭卡琳。
2015年，雷騰豪斯在ABC黃金時段肥皂劇《黑金血淚》（2015年）中飾演女主角寇蒂·勒菲弗（Cody LeFever）；在劇中，她是柴斯·克勞福角色的妻子。2017年底，據報導，她將在USA Network電視劇《無照律師》的衍生劇《無照律師：第二城》中擔任女主角；2018年9月她的角色被重選角，而無緣出演該劇。

## 個人生活
2016年12月28日，雷騰豪斯在加利福尼亞州西好萊塢被發現與同於《黑金血淚》中演出的演員柴斯·克勞福一同在街上約會。

## 作品列表

### 電影
| 年份 | 標題                 | 角色                  | 附註 |
| ---- | -------------------- | --------------------- | ---- |
| 2011 |                      | 薇羅妮卡（Veronica）          | 短片 |
| 2018 | 《笑畫人生》         | 邦妮（Bonnie）              |      |
| 2018 | 《弒訊2：暗網》      | 莎莉娜（Serena）            |      |
| 2019 | 《從前，有個好萊塢》 | 蜜雪兒·普利斯         |      |
| 2021 | 《一婊人才》         | 瑟蕾娜·霍爾斯特德（Serrena Halstead） |      |

### 電視
| 年份      | 標題                 | 角色                | 附註           |
| --------- | -------------------- | ------------------- | -------------- |
| 2014      | 《婚外情事》         | 喬絲琳（Jocelyn）          | 單集：〈1〉    |
| 2014      | 《童病相連》         | 布莉塔妮·多布勒（Brittany Dobler） | 主演；13集     |
| 2015      | 《黑金血淚》         | 寇蒂·勒菲弗（Cody LeFever）     | 主演；10集     |
| 2016–2017 | 《怪咖婦產科》       | 安娜·齊耶夫醫生（Dr. Anna Ziev） | 常駐演員；14集 |
| 2017      | 《》                 | 諾拉（Nora）            | 電視電影       |
| 2018      | 《無照律師》         | 凱莉·艾倫（Keri Allen）       | 單集：〈〉     |
| 2018      | 《侍女的故事》       | 歐德特（Odette）          | 單集：〈〉     |
| 2018      | 《黑暗詩選》         | 瑪姬（Maggie）            | 單集：〈〉     |
| 2018      | 《乖警察》           | 梅西（Macy）            | 單集：〈〉     |
| 2019      | 《妳是我今生的新娘》 | 安斯麗（Ainsley）          | 主演           |
| 2022      | 《瑪姬》             | 瑪姬（Maggie）            | 主演           |

## 外部連結
- 官方网站
- 麗貝卡·雷騰豪斯在互联网电影资料库（IMDb）上的資料（英文）
- 麗貝卡·雷騰豪斯的X（前Twitter）
- 麗貝卡·雷騰豪斯的Instagram帳戶